# Krzysztof Sobieszczański
Krzysztof Mikołaj Sobieszczański ps. „Krzysztof”, „Kolumb” i 111 S (ur. 3 lipca?/16 lipca 1916 w Odessie, zm. 26 sierpnia 1950 na Morzu Śródziemnym) – polski wojskowy, żołnierz Marynarki Wojennej RP i Armii Krajowej, powstaniec warszawski, więzień KL Auschwitz.

## Życiorys
Urodził się 16 lipca 1916 r. Odessie, choć jako miejsce swojego urodzenia wskazywał także Dalarö. Wychowywał się w majątku rodziców w Beyzymówce na Podolu. W trakcie wojny polsko-bolszewickiej stracił ojca, Włodzimierza, który jako rotmistrz 1 Pułku Ułanów Krechowieckich zmarł na tyfus. Wraz z matką Janiną osiadł w Warszawie. Po osiągnięciu pełnoletniości służył w stopniu starszego marynarza w Marynarce Wojennej RP, z której zdezerterował i po kradzieży jachtu w porcie gdańskim został osadzony w więzieniu. Już w 1936 był nazywany Kolumbem.
Aresztowany 1 października 1940 za śpiewanie antyniemieckich piosenek, osadzony w więzieniu na Pawiaku. W nocy z 31 stycznia na 1 lutego 1941 został przewieziony do KL Auschwitz (numer obozowy 9913), jednak po roku pracy w komandach roboczych został zwolniony za sprawą matki, która powoływała się skutecznie na koneksje z niemiecką arystokracją. W marcu 1943 wstąpił do Armii Krajowej. Został członkiem patrolu Kazimierza Jakubowskiego Oddziału Dyspozycyjnego „A” Kedywu Okręgu Warszawskiego i uczestniczył w licznych akcjach likwidacji Niemców oraz konfidentów gestapo. Jako dobrze znający język niemiecki, często używał przebrania żołnierza Wehrmachtu (zob. akcja Panienka). 25 lipca 1944 odznaczony Krzyżem Walecznych.
W pierwszych dniach powstania warszawskiego zdobywał wraz z oddziałem magazyny SS na Stawkach. Początkowo przydzielony Zgrupowaniu Radosław do oddziału dyspozycyjnego dowódcy, potem od 6 do 11 sierpnia woził rannych, sprzęt i żywność z Woli na Stare Miasto. Od 12 sierpnia w batalionie Zośka pułku Broda 53. Był dwukrotnie ranny (1 sierpnia w ataku na magazyny na Stawkach i 23/24 sierpnia). 25 sierpnia, po opuszczeniu szpitala polowego przy ul. Podwale, mimo ran przeczołgał się kanałami do Śródmieścia i został przyjęty w szpitalu polowym przy ul. Marszałkowskiej 79. 2 października 1944 r. otrzymał awans na podporucznika.
Po upadku powstania w niewyjaśnionych okolicznościach uciekł z obozu jenieckiego i trafił do Hamburga. Założył tam Polską Misję Okrętową, która w teorii zajmowała się rewindykacją polskiego mienia portowego, a w rzeczywistości spekulacją towarami deficytowymi w warunkach powojennego chaosu, nielegalnym handlem bronią oraz przemytem samochodów. Na Lazurowym Wybrzeżu założył firmę, wydobywającą ładunki z zatopionych na Morzu Śródziemnym statków i stocznię jachtową.
Zginął 26 sierpnia 1950 r. w niewyjaśnionych okolicznościach między Genuą a Cannes, wypadając za burtę jachtu.

## Upamiętnienie w literaturze
Był jednym z pierwowzorów (obok Stanisława Likiernika) postaci Stanisława Skiernika „Kolumba” w powieści Kolumbowie. Rocznik 20 (1957) Romana Bratnego, na podstawie której powstał serial Kolumbowie (1970) w reżyserii Janusza Morgensterna.
W książce Emila Marata – „Sen Kolumba” – Wydawnictwo W.A.B., Warszawa, 2018, ISBN: 978-83-280-2733-6 autor prowadzi historyczne śledztwo,  odnajduje nieznane dokumenty, korespondencję, polskie i zagraniczne archiwalia. Chce wyjaśnić kim był Krzysztof Sobieszczański, człowiek, którego pseudonim stał się imieniem powstańczego pokolenia.

## Życie prywatne
5 stycznia 1938 ożenił się ze Stefanią Grzywacz, z którą miał dwoje dzieci: córkę Elżbietę (ur. 1942) i syna Tomasza (ur. 1944). Na emigracji zmienił nazwisko na Robert Steen i związał się z austriacką Żydówką Rosą Laufer, z którą miał dwie córki: Janinę (ur. 1947) i Krystinę (ur. 1949). Jednocześnie nadal wspierał finansowo żonę pozostawioną w Polsce.